# Gymnastique artistique aux Jeux du Commonwealth de 2022 - Concours général par équipes femmes
Navigation
Gold Coast 2018 2026
Le Concours général par équipes femmes aux Jeux du Commonwealth de 2022 à Birmingham, en Angleterre, aura lieu[Passage à actualiser] le 30 juillet 2022 à Barclaycard Arena.
Cet événement déterminera[Passage à actualiser] également le classement des qualifications pour les finales individuelles du concours multiple et par engin.

## Calendrier
Le calendrier est le suivant:
Toutes les heures sont en heure d'été du Royaume-Uni (UTC+1)
| Date                   | Heure | Tour   |
| ---------------------- | ----- | ------ |
| Samedi 30 juillet 2022 | 09h00 | Finale |

### Compétition par équipe
Le champ initial pour l'épreuve par équipe féminine a été publié le 20 juillet 2022. L'inscription minimum pour concourir dans l'épreuve par équipe est de trois gymnastes, le maximum autorisé est de cinq gymnastes. L'Inde (trois) et l'Ecosse et le Sri Lanka (quatre) sont les seules équipes engagées sans nombre maximum. Les trois meilleurs scores de chaque engin comptent pour le total de l'équipe.
| Rang                 | Nation         | Saut | Barres asymétriques | Poutre | Sol | Total |
| -------------------- | -------------- | ---- | ------------------- | ------ | --- | ----- |
|                      | Angleterre     |      |                     |        |     |       |
| Alice Kinsella       |                |      |                     |        |     |       |
| Ondine Achampong     |                |      |                     |        |     |       |
| Georgia-Mae Fenton   |                |      |                     |        |     |       |
| Kelly Simm           |                |      |                     |        |     |       |
| Claudia Fragapane    |                |      |                     |        |     |       |
|                      | Singapour      |      |                     |        |     |       |
| Yuet Yung Cheong     |                |      |                     |        |     |       |
| Kaitlyn Lim          |                |      |                     |        |     |       |
| Nadine Joy Nathan    |                |      |                     |        |     |       |
| Zi Xuan Shandy Poh   |                |      |                     |        |     |       |
| Emma Yap En-Lin      |                |      |                     |        |     |       |
|                      | Écosse         |      |                     |        |     |       |
| Emily Bremner        |                |      |                     |        |     |       |
| Shannon Archer       |                |      |                     |        |     |       |
| Eilidh Gorrell       |                |      |                     |        |     |       |
| Cara Kennedy         |                |      |                     |        |     |       |
|                      | Inde           |      |                     |        |     |       |
| Ruthyia Nataraj      |                |      |                     |        |     |       |
| Proriatha Samanta    |                |      |                     |        |     |       |
| Pranati Nayak        |                |      |                     |        |     |       |
|                      | Sri Lanka      |      |                     |        |     |       |
| Milka Gehani         |                |      |                     |        |     |       |
| Kaushini Gamage      |                |      |                     |        |     |       |
| Amaya Kalukottage    |                |      |                     |        |     |       |
| Kumudi Abeyratne     |                |      |                     |        |     |       |
|                      | Pays de Galles |      |                     |        |     |       |
| Sofia Micallef       |                |      |                     |        |     |       |
| Poppy-Grace Stickler |                |      |                     |        |     |       |
| Mia Evans            |                |      |                     |        |     |       |
| Mali Morgan          |                |      |                     |        |     |       |
| Jea Maracha          |                |      |                     |        |     |       |
|                      | Australie      |      |                     |        |     |       |
| Breanna Scott        |                |      |                     |        |     |       |
| Romi Brown           |                |      |                     |        |     |       |
| Kate McDonald        |                |      |                     |        |     |       |
| Georgia Godwin       |                |      |                     |        |     |       |
| Emily Whitehead      |                |      |                     |        |     |       |
|                      | Canada         |      |                     |        |     |       |
| Laurie Denommee      |                |      |                     |        |     |       |
| Emma Spence          |                |      |                     |        |     |       |
| Jenna Lalonde        |                |      |                     |        |     |       |
| Cassie Lee           |                |      |                     |        |     |       |
| Maya Zonneveld       |                |      |                     |        |     |       |